# Dürnsricht (Fensterbach)
Dürnsricht ist ein Ortsteil der Gemeinde Fensterbach im Landkreis Schwandorf des Regierungsbezirks Oberpfalz im Freistaat Bayern.

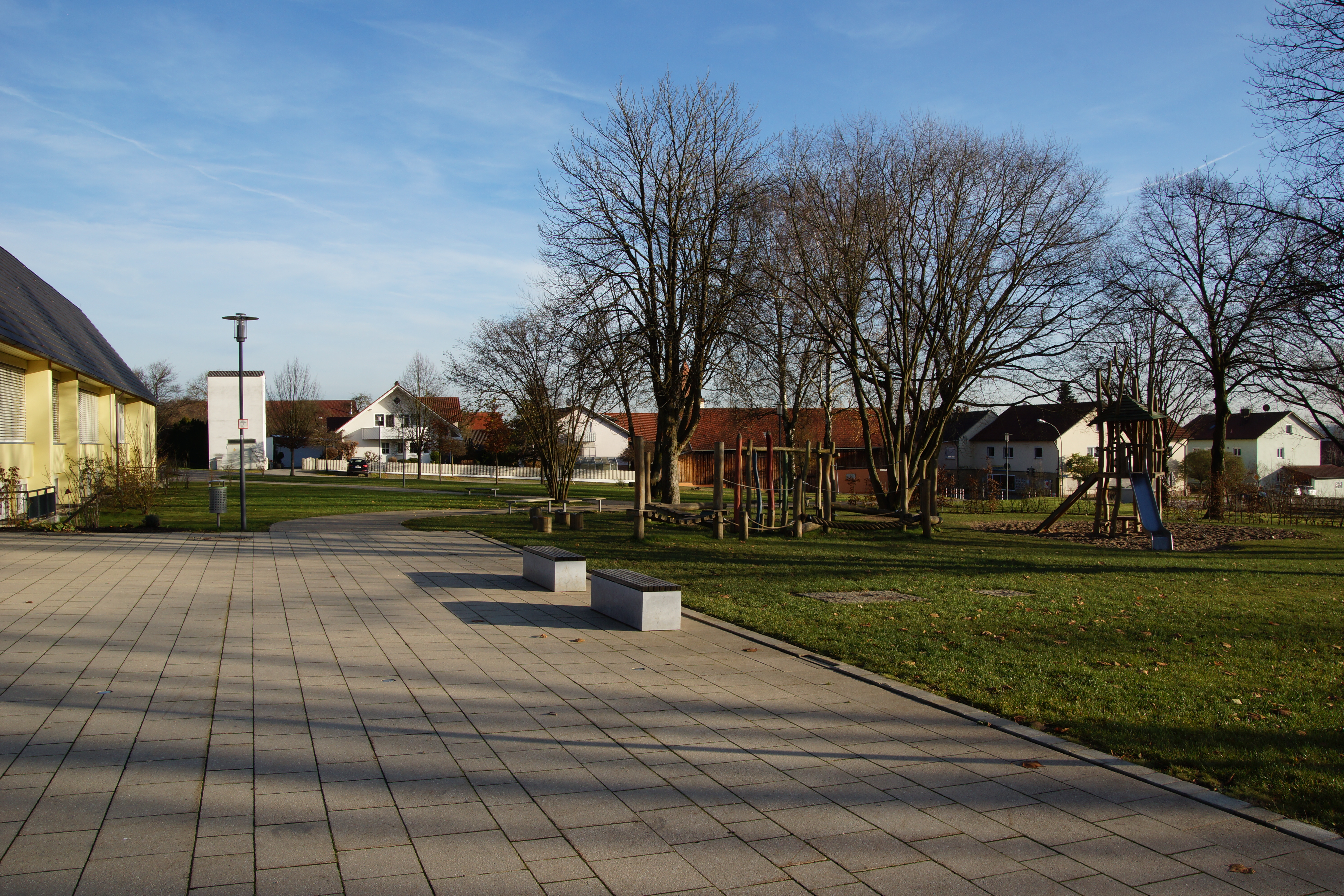
Dürnsricht

## Geografie
Dürnsricht liegt an der Staatsstraße 2151, 4,5 Kilometer südlich bzw. östlich der Bundesautobahn 6, 5,5 Kilometer westlich der Bundesautobahn 93 und 2,6 Kilometer südöstlich von Wolfring, dem Sitz der Gemeinde Fensterbach. 1 Kilometer südwestlich von Dürnsricht fließt der Fensterbach in Richtung Südosten der Naab zu. Nordöstlich von Dürnsricht befindet sich das ausgedehnte Gelände der Keramikfabrik Buchtal.

## Geschichte

### 11. bis 18. Jahrhundert
Der Name Dürnsricht mit der Endung -richt deutet darauf hin, dass diese Ortschaft im Zuge der Rodungswelle im 11. Jahrhundert entstanden ist.
Durch Dürnsricht führte eine alte Fernstraße, eine Variante des sogenannten Zigeunerweges oder auch Steinhöppel. Sie führte von Hiltersdorf durch die Ortschaften Högling, Jeding, Wolfring, Knölling, Dürnsricht, Kögl nach Schwarzenfeld.
Vom 12. bis zum 16. Jahrhundert hatte das Kloster Ensdorf Güter am Fensterbach und in seiner Umgebung. Auch in Dürnsricht sind Güter des Klosters Endorf nachweisbar. 1235 verpfändete Hartlieb von Winbuch ein Gut in Dürnsricht für 8 Pfund an Ensdorf. Er stellte die Bedingung, dass eine Abfindung von 2 Pfund an seinen Bruder Ernst gezahlt wird, wenn er es nicht auslöst. 1240 verpfändeten Hartlieb und Ernst von Winbuch ihr Gut in Dürnsricht für 13 Pfund an Ensdorf und schenkten es schließlich dem Kloster. 1409 wurde Ensdorf der Besitz eines Hofes in Dürnsricht bestätigt. Zwischen 1410 und 1414 fanden Erbrechtsübergaben an Ensdorf in Dürnsricht statt. Das Kloster Ensdorf besaß 3 Höfe und 2 Güter in Dürnsricht. Der Abt des Klosters Ensdorf Friedrich von Allersburg war 1294 Provisor in Dürnsricht.
Dürnsricht (auch: Duringsrewt, Duringersreute, Durnzrewt, Durenzrewt, Durnsried, Dürnsrieth, Dürnsriecht, Dirnsrith, Dürnsrith, Dirnsricht) wurde im Salbuch von 1413 erwähnt mit einer Steuer von 9 Schilling zu Walpurgis und ½ Pfund zu Michaelis sowie 20 Achtel Korn und 20 Achtel Hafer. Außerdem wird in diesem Salbuch ein Holz bei Dürnsricht erwähnt.
Im Salbuch von 1473 wurde Dürnsricht mit einer Steuer von 11 Pfund, 2 Schilling, 6 Pfennig, 1 Heller, 20 Achtel Korn und 20 Achtel Hafer aufgeführt.
Im Salbuch von 1513 war Dürnsricht mit einem Geldzins zu Walpurgis und Michaelis von 4 Höfen, 2 Lehen, 2 öden Höfen, mit einem Wiesenzins und mit einem jährlichen Jägergeld von 6 Höfen, 2 Halbhöfen, 1 Mühlenlehen, 3 Lehen, 3 öden Höfen, 4 Häuslein, 2 Gütel und mit einem Naturalzins an Käse, Fastnachthühnern, Korn und Hafer verzeichnet. Im Amtsverzeichnis von 1596 erschien Dürnsricht mit 8 ganzen Höfen, 2 Halbhöfen, 8 Söldengütel, 1 Mühle. Im Türkensteueranlagsbuch von 1606 waren für Dürnsricht 7 Höfe, 1 Taferne, 1 Mühle, 1 Viehhirt, 10 Güter, 15 Pferde, 28 Ochsen, 39 Kühe, 19 Rinder, 4 Stiere, 8 Kälber, 5 Schweine, 11 Frischlinge, 131 Schafe und eine Steuer von 51 Gulden und 40½ Kreuzer eingetragen.
Während des Dreißigjährigen Krieges erlebte die Region einen Bevölkerungsrückgang. 1500 hatte Dürnsricht 16 Untertanen, 1523 waren es 18 Untertanen, 1583 waren es 19, 1631 waren es 14, 1658 waren es 13 und 1712 hatte Dürnsricht 16 Untertanen. Die Kriegsaufwendungen von Dürnsricht betrugen 595 Gulden.
In der Zeit der Reformation, Mitte des 16. Jahrhunderts, wurden die Dekanate Hirschau und Nabburg in die Superintendentur Nabburg umgewandelt. Zu ihr gehörte auch Dürnsricht. Bei Regierungsantritt von Kurfürst Ottheinrich 1557 wurde in dieser Region die Ausübung der katholischen Religion streng verboten. Es folgten 70 Jahre schneller Religionswechsel zwischen protestantischer, reformierter, lutherischer und calvinistischer Lehre unter den Herrschern Ottheinrich, Kurfürst Friedrich III., Kurfürst Ludwig VI., Johann Kasimir, die zu erheblichen, teilweise gewalttätigen Unruhen in der Bevölkerung führten.
Das Ende dieser Religionswirren brachte erst die militärische Okkupation der Oberpfalz 1621 durch Maximilian I. Er führte mit der Gegenreformation die katholische Lehre wieder ein. 1626 wies er die calvinistischen Geistlichen aus und forderte 1628 durch Erlass des Religionspatentes alle Bürger seines Herrschaftsbereiches auf, zur katholischen Lehre zurückzukehren. Erst ab 1803 mit dem von Maximilian von Montgelas erwirkten Religionsedikt war es Protestanten wieder erlaubt, sich in der bayerischen Oberpfalz anzusiedeln.
Laut Steuerbuch von 1630 gehörte in Dürnsricht zur Hofmark Wolfring 1 Hof, 1 Gut, 1 Schmiede, 1 Pferd, 2 Ochsen, 5 Kühe, 4 Rinder, 2 Kälber, 1 Schwein, 3 Frischlinge und eine Steuer von 4 Gulden, 53½ Kreuzer.
Im Herdstättenbuch von 1721 erschien Dürnsricht mit 20 Anwesen, 23 Häusern und 23 Feuerstätten; zusätzlich zu Wolfring 3 Anwesen, 3 Häuser und 3 Feuerstätten. Im Herdstättenbuch von 1762 erschien Dürnsricht mit 21 Herdstätten, 13 Inwohner und 1 Herdstätte im Schulhaus und 2 Herdstätten in 2 Hirtenhäusern, 3 Inwohner; zusätzlich zu Wolfring 3 Herdstätten, kein Inwohner. 1792 hatte Dürnsricht 20 hausgesessene Amtsuntertanen.

### 19. und 20. Jahrhundert
1808 gab es in Dürnsricht 20 Anwesen, eine Mühle, eine Taferne mit Schenkstatt und ein Hirtenhaus; zusätzlich zu Wolfring 3 Anwesen, 1 Schmied.
Dürnsricht gehörte zum Gerichtssitz Wolfring. Dieser Gerichtssitz hatte 1819 53 Gerichtshintersassen. 1824 bestand er aus Wolfring, Wolfringmühle, Dürnsricht, Jeding, Knölling, Passelsdorf und Pittersberg. In Wolfring und Wolfringmühle lag auch die Ausübung der Polizeigewalt beim Gerichtssitz Wolfring, in den Dörfern Dürnsricht, Jeding, Knölling, Passelsdorf lag sie beim Landgericht Nabburg, in Pittersberg beim Landgericht Amberg.
1808 verfügte das Generalkommissariat Amberg, dass das Patrimonialgericht Wolfring zu Unrecht bestand und eingezogen werden müsse. Trotzdem wurde es nicht aufgelöst. Es gab eine stillschweigende Übereinkunft, dieses Patrimonialgericht bis zum Tod seines Besitzers Carl Theodor von Schönstätt bestehen zu lassen. Baron von Schönstätt wurde 1817 sogar die Bildung eines Ortsgerichtes in Wolfring gestattet. Als er jedoch 1819 die Bildung eines Patrimonialgerichtes II. Klasse beantragte, wurde dieser Antrag 1827 abgelehnt, weil Freiherr von Schönstätt nicht als Landsasse anerkannt werden könne. Wenige Tage später wurde die gutsherrliche Gerichtsbarkeit vom Staatsministerium des Innern eingezogen. Ein langjähriger Prozess Carl Theodors von Schönstätt und seines Sohnes gegen diesen Beschluss hatte keinen Erfolg.
1808 begann in Folge des Organischen Ediktes des Innenministers Maximilian von Montgelas in Bayern die Bildung von Gemeinden. Dabei wurde das Landgericht Nabburg zunächst in landgerichtische Obmannschaften geteilt. Dürnsricht wurde Obmannschaft. Zur Obmannschaft Dürnsricht gehörten: Dürnsricht, Wolfring, Knölling, Wolfringmühle, Dürnsrichtmühle, Wolfringer Klause.
Dann wurden 1811 in Bayern Steuerdistrikte gebildet. Dabei wurde Dürnsricht Steuerdistrikt. Der Steuerdistrikt Dürnsricht bestand aus den Dörfern Dürnsricht und Knölling, den Einöden Dürnsrichtmühle und Wolfringer Klause und der Waldung Kurnat. Er hatte 40 Häuser, 331 Seelen, 200 Morgen Äcker, 70 Morgen Wiesen, 12 Morgen Holz, 2 Weiher, 13 Morgen öde Gründe und Wege, 5 Pferde, 86 Ochsen, 88 Kühe, 50 Stück Jungvieh, 60 Schafe und 50 Schweine.
Schließlich wurde 1818 mit dem Zweiten Gemeindeedikt die übertriebene Zentralisierung weitgehend rückgängig gemacht und es wurden relativ selbständige Landgemeinden mit eigenem Vermögen gebildet, über das sie frei verfügen konnten. Hierbei wurde Dürnsricht Ruralgemeinde. Die Gemeinde Dürnsricht bestand aus den Ortschaften Dürnsricht mit 48 Familien, Knölling mit 22 Familien und Dürnsrichtmühle mit 3 Familien.
Im Grundsteuerkataster von 1842 erschien die Steuergemeinde Dürnsricht mit 51 Hofgebäuden und 2671,42 Tagewerk Grund.
1971 wurde aus den Gemeinden Dürnsricht und Wolfring die Gemeinde Fensterbach gebildet. Sitz der neuen Gemeinde ist Wolfring.

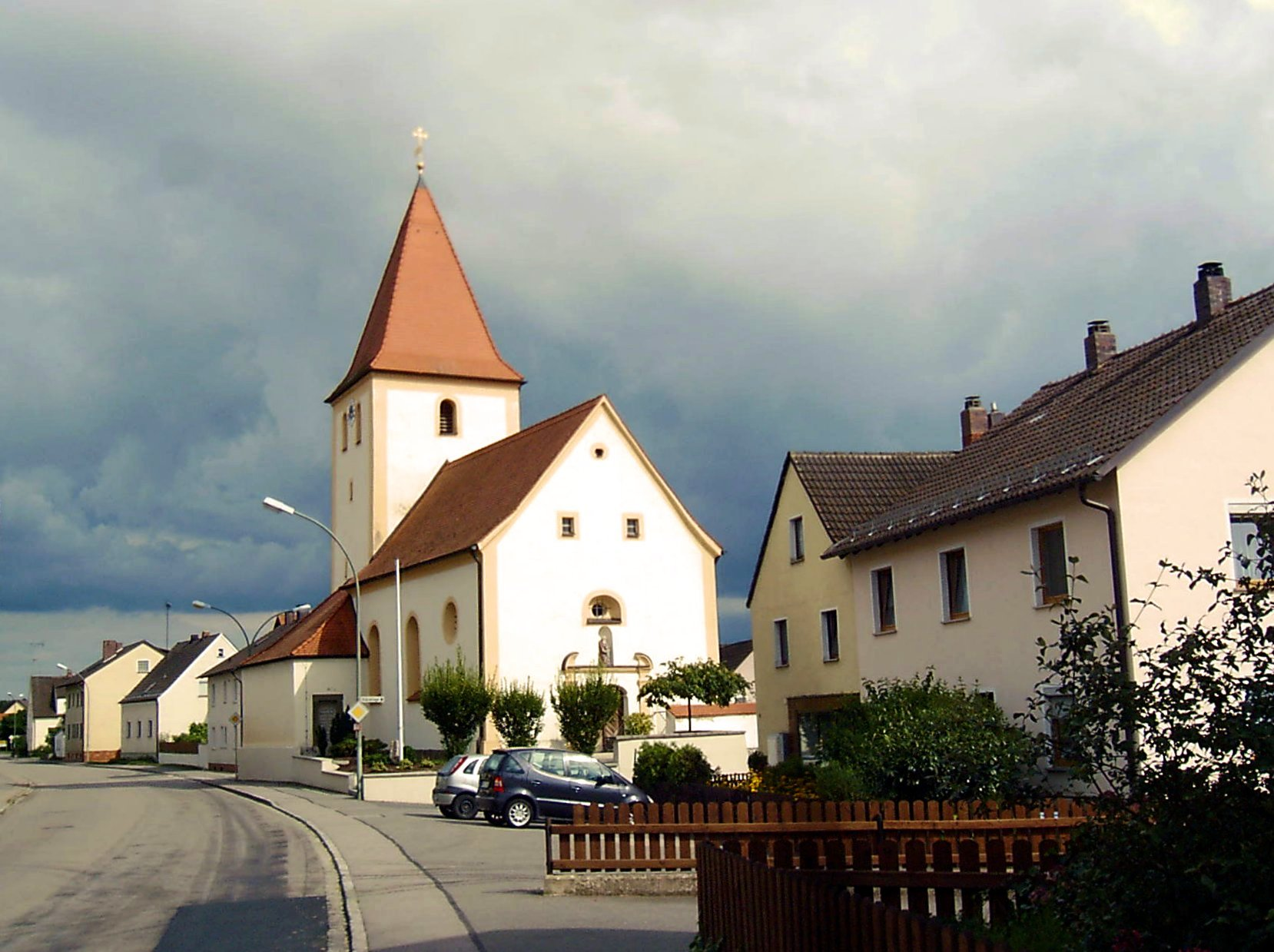
Katholische Kirche St. Wolfgang, Ulrich und Martin, Dürnsricht

Die Kirche in Dürnsricht hieß 1508 St. Ägid, 1526 St. Martin und später St. Wolfgang, Ulrich und Martin. Dürnsricht war zunächst ebenso wie Wolfring Filialkirche der Pfarrei Pittersberg. Als 1910 Wolfring exponierte Kooperatur wurde, kam Dürnsricht zu Wolfring. Zwischen 1959 und 1961 wurde in Dürnsricht die St. Albertus Magnus Kirche gebaut, die dann 1969 Pfarrkirche der neu errichteten Pfarrei Dürnsricht-Wolfring wurde. Die Kirche von Wolfring galt nun als Filialkirche dieser Pfarrei und die alte gotische Ulrichskirche von Dürnsricht wurde Nebenkirche. 1997 hatte Dürnsricht 728 Katholiken. Die gesamte Pfarrei Dürnsricht-Wolfring hatte 1997 1597 Katholiken und 25 Nichtkatholiken.

## Einwohnerentwicklung ab 1819
| Jahr | Einwohner   | Gebäude |
| ---- | ----------- | ------- |
| 1819 | 48 Familien | k. A.   |
| 1828 | 181         | 28      |
| 1838 | 169         | 28      |
| 1864 | 235         | 101     |
| 1875 | 226         | 168     |
| 1885 | 228         | 32      |
| 1900 | 191         | 38      |
| 1913 | 219         | 31      |

| Jahr | Einwohner | Gebäude |
| ---- | --------- | ------- |
| 1925 | 217       | 40      |
| 1950 | 313       | 49      |
| 1961 | 479       | 80      |
| 1964 | 479       | 80      |
| 1970 | 729       | k. A.   |
| 1987 | 711       | 183     |
| 2011 | 751       | k. A.   |
| 2018 | 839       | k. A.   |

## Tourismus und Sehenswürdigkeiten
Durch Dürnsricht läuft der Schweppermann–Radweg auf der ehemaligen Bahnstrecke Drahthammer–Lauterhofen.
Die denkmalgeschützte katholische Kirche St. Wolfgang, Ulrich und Martin in der Sankt-Ulrich-Straße 16 geht auf das 13. Jahrhundert zurück. Sie ist unter der Denkmalnummer D-3-76-125-1 registriert. Sie hat eine romanische Chorturmanlage. Ihr tonnengewölbtes Langhaus hat Stichkappen und einen eingezogenen Chorbereich. Ihr Turm trägt ein Pyramidendach. Ihr Eingang ist mit Pilasterrahmung und gesprengtem Giebel verziert. Um 1732 wurde ihr Langhaus erweitert und sie wurde barockisiert. Auch die Friedhofsummauerung, die Friedhofskapelle aus dem 18. Jahrhundert und das Kriegerdenkmal für die Gefallenen des Zweiten Weltkrieges stehen unter Denkmalschutz.
Die Umgebung der Kirche ist als Bodendenkmal mit der Nummer D-3-6538-0080 registriert. Hier wurden archäologische Funde entdeckt und Hinweise auf Vorgängerbauten und ältere Bauphasen.